# أوسكار ألفاريز
أوسكار ألفاريز (بالإسبانية: Oscar Álvarez)‏ هو دراج كولومبي، ولد في 9 ديسمبر 1977 في إدارة أنتيوكيا في كولومبيا.

## وصلات خارجية
- أوسكار ألفاريز على موقع الاتحاد الدولي للدراجات (الإنجليزية)
- أوسكار ألفاريز على موقع أرشيف الدراجات (الإنجليزية)
- أوسكار ألفاريز على موقع إحصائيات الدراجات الإحترافية (الإنجليزية)
- أوسكار ألفاريز على موقع نسبة الدراجات (الإنجليزية)